# Physiologus de Berna

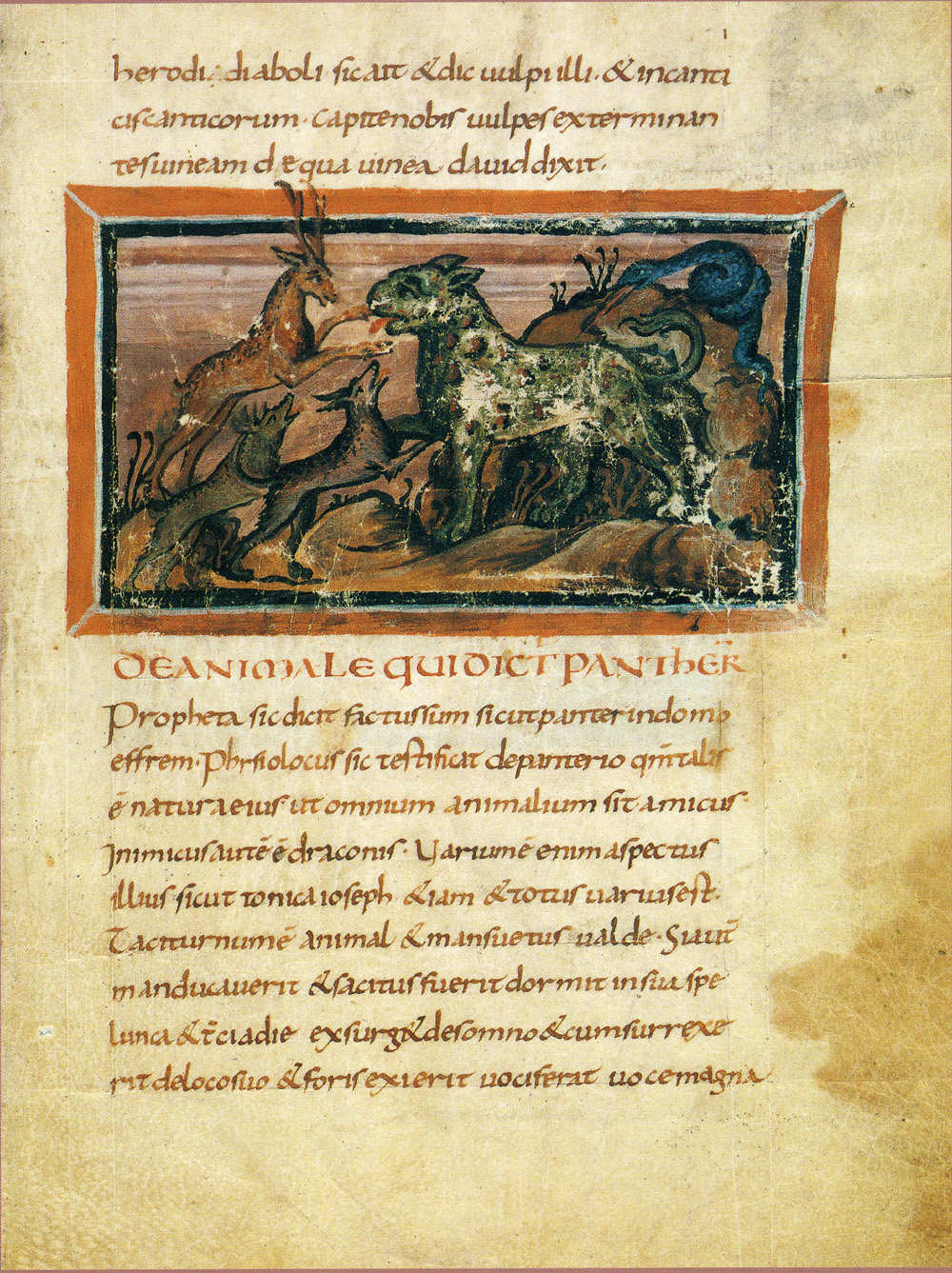
Fisiòleg de Berna. Notícia sobre la pantera, f. 15r

El Physiologus de Berna o Physiologus Bernensis (Berna, Burgerbibliothek Bern, Codex Bongarsianus, 318) és un manuscrit il·luminat del segle IX, còpia llatina d'una traducció del Physiologus. Degué fer-se a Reims entre els anys 825 i 850. És, en totes les llengües, la versió il·lustrada més antiga coneguda del text, escrit segles abans en grec. Pertany a un corpus força extens de còpies del Physiologus, obra que va tenir un gran impacte en l'edat mitjana i que va exercir gran influència en l'expansió de la tradició dels bestiaris. Aquest manuscrit és considerat per molts com una producció de l'Escola de Reims, un moviment que marca l'evolució de l'art de la il·luminació en l'època carolíngia.

## Manuscrit

### Informació tècnica
El manuscrit correspon al còdex número 318. Conté 131 folis, de 25,5 x 18 cm, escrits al davant i al revers. És fet de vitel·la, una varietat de pergamí. Es creu que el suposat escrivà, i potencialment l'il·lustrador, és un clergue anomenat Haecpertus. El text llatí està escrit en minúscula carolíngia molt clara i les majúscules se solen dibuixar amb tinta vermella. A més a més del Physiologus, que ocupa els folis 7 al 22, el manuscrit conté còpies de la vida de sant Simeó, la Crònica de Frederic i un perícope de l'evangeli de Mateu amb una traducció al llatí d'Efrem el Sirià. La part il·lustrada es limita nmés al Physiologus.
El còdex original encara es preserva a la Burgerbibliothek Bern, a Berna, Suïssa. El van restaurar l'any 1946. El contingut complet del manuscrit es troba disponible en línia.

### Contingut
El Physiologus de Berna conté 26 capítols, i cadascú tracta d'un animal real o fantàstic i, amb poques excepcions, d'una pedra o una planta. Tot i que sovint es fa referència al manuscrit utilitzant el terme bestiari, aquesta relativa diversitat de continguts impedeix que es considere com a tal. Cap classificació dels capítols separa els animals reals dels fantàstics, ni les plantes i les pedres dels animals. Trobem en l'ordre següent els capítols: el lleó, la "sargantana solar" (Esura eliaca), un ocell anomenat calatrius, el pelicà, el nycticorax (un ocell nocturn), l'àguila, la puput, l'escurçó (no qualifica la serp amb mateix nom, sinó una criatura meitat humana, meitat cocodril), la serp, la formiga, la sirena (descrita com a meitat dona, meitat ocell) i l'onocentaure, l'eriçó, la guineu, la pantera, l'Aspidochelon, l'unicorn, el cérvol, la salamandra, un arbre anomenat Arbor peredixion, l'antílop, el peix serra, l'elefant, la mandràgora, la pedra d'àgata, la pedra de l'Índia, el cant del gall, després el cavall.
Cada secció repeteix l'estructura binària: la descripció de la naturalesa de l'animal va seguida d'una explicació sobre el significat moral d'aquesta naturalesa, sovint emprant una analogia amb una història bíblica. Les descripcions, amb una vocació força naturalista, se centren en el comportament dels animals i les seues relacions amb altres espècies. Tot i que no es pot posar en dubte el contingut cristià del manuscrit, el Physiologus, en aquesta versió com en totes les altres, conté una herència inconfusible del món pagà. La informació donada sobre l'espècie té una forta correspondència amb la zoologia grecoromana. Alguns també hi noten una influència de la literatura esotèrica egípcia.

## Història
El Physiologus de Berna deu ser del voltant del segon terç del segle IX. S'hauria fet a Reims, potser a l'Abadia de Saint-Pierre d'Hautvilliers, en què treballaven alguns artesans de l'Escola de Reims. Es degué transcriure amb una sola mà, per un tal Haecpertus, la signatura del qual apareix al foli 130 recte del manuscrit. Molt més tard, el còdex, el va recuperar de l'Abadia de Saint-Benoît-sur-Loire Peter Daniel, advocat i filòleg d'Orleans del segle XVI, i més tard es retrobà en la col·lecció personal de Jacob Bongars, traslladada íntegrament el 1632 a la Burgerbibliothek Bern.
La presència del manuscrit a l'Abadia de Saint-Benoît es pot associar a l'exili en aquesta institució d'Ebbon de Reims, antic arquebisbe de la ciutat que tingué un paper important en l'aparició al seu si d'un renaixement de l'art de la il·luminació. Tot i que no s'ha conservat cap rastre d'aquest fet, sembla probable que l'eclesiàstic importàs una certa quantitat de manuscrits a l'abadia, inclòs el Physiologus. Aquestes obres degueren tenir pes en la penetració de la influència de l'Escola de Reims a Anglaterra, mitjançant St-Aethelwold, futur bisbe de Winchester format a l'Abadia de Saint-Benoît.
Tot el text del Physiologus Bernensis, corregit i anotat, el publicà en llatí Cahier i Martin entre el 1847 i el 1856. Christoph von Steiger i Otto Homburger en van establir una traducció alemanya el 1964 i José Antonio Villar Vidal una traducció a l'espanyol el 2000 (accessible en línia).

## Text original
El Physiologus grec original és una obra anònima, atribuïda erròniament durant molt de temps a Ambròs de Milà, que s'hauria escrit, segons la majoria d'historiadors, cap al segle II. Probablement fou elaborat a Alexandria, tot i que alguns han suggerit que podria haver-se estat a Palestina. Aquest text ha estat traduït a molts idiomes (llatí, etíop, siríac, armeni, georgià, romanés...) i ha sofert transformacions en les versions que se'n deriven (addició o eliminació d'animals, augment o reducció de passatges). exegètica, augment o reducció de passatges naturalistes, etc.). El terme Fisiòleg (Φυσιολόγος, en grec) es refereix tant a l'obra mateixa com a la persona que en té els coneixements, un naturalista desconegut. No se n'han conservat pas manuscrits originals, i això dificulta molt la valoració del que hi havia i què no hi havia en el text originari. La presència en la versió original dels elements exegètics de l'obra i l'ancoratge cristià és, per exemple, objecte de debat. El fet que els seus aspectes es troben en les primeres traduccions al llatí fa pensar a alguns que hi van ser des del començament, mentre que l'existència de manuscrits del Physiologus amb una vocació purament zoològica més aviat fa creure que la dimensió religiosa és una transformació forastera posterior. També es qüestiona l'aparició en el treball inicial de les frases recurrents “El fisiòleg va dir..." (en llatí: Physiologus dixit...) i "El fisiòleg va parlar bé de..." (en llatí: Bene Physiologus dixit de...), que esguiten els textos de versions posteriors.

## Traducció
D'acord amb la classificació científica, que divideix les traduccions al llatí de l'obra en quatre categories, el text del Physiologus Bernensis correspon a la versió C. Aquesta traducció s'hauria fet seguint un original grec pertanyent al "grup Σαs" (Els manuscrits grecs es classifiquen en quatre col·leccions, després en subgrups). El llatí utilitzat en el manuscrit seria “deficient i incomprensible". La datació d'aquesta traducció, de la qual el Physiologus de Berna és una còpia, no s'ha establert. L'ordre dels capítols és idèntic al de la traducció etíop del Physiologus, que suggereix l'existència d'una versió grega sobre la qual se'n farien les dues traduccions. La versió llatina C, present en el Còdex 318, té, però, un nombre de capítols (24) molt inferior al de les fonts gregues, que en tenen entre 35 i 50. No es detecta, tanmateix, lògica en l'elecció dels capítols preservats, perquè els animals que apareixen en la Bíblia es comenten amb els que no hi són, de la mateixa manera que les espècies locals conviuen amb moltes espècies exòtiques o fantàstiques.
Als 24 capítols extrets directament del Physiologus grec s'afegeixen en el cas d'aquest manuscrit dos nous capítols que no apareixen en aquell i que tanquen el bestiari: el cavall i el cant del gall. El primer afegit és extret de les Etimologies d'Isidor de Sevilla, i el segon és una reproducció del passatge sobre aquest tema de l'Hexaemeron d'Ambròs de Milà.

## Il·luminació
El Physiologus Bernensis conté 35 il·lustracions, que acompanyen cada capítol i que representen els trets físics i ambientals dels animals tractats en el text. En són totes en color i sovint estan envoltades per un marc roig vorejat per una línia negra més fina. L'atenció prestada a la representació de la llum en els paisatges testimonia un domini particular de l'artista. La primera pàgina del Physiologus té una gran il·lustració, que ocupa tres quartes parts

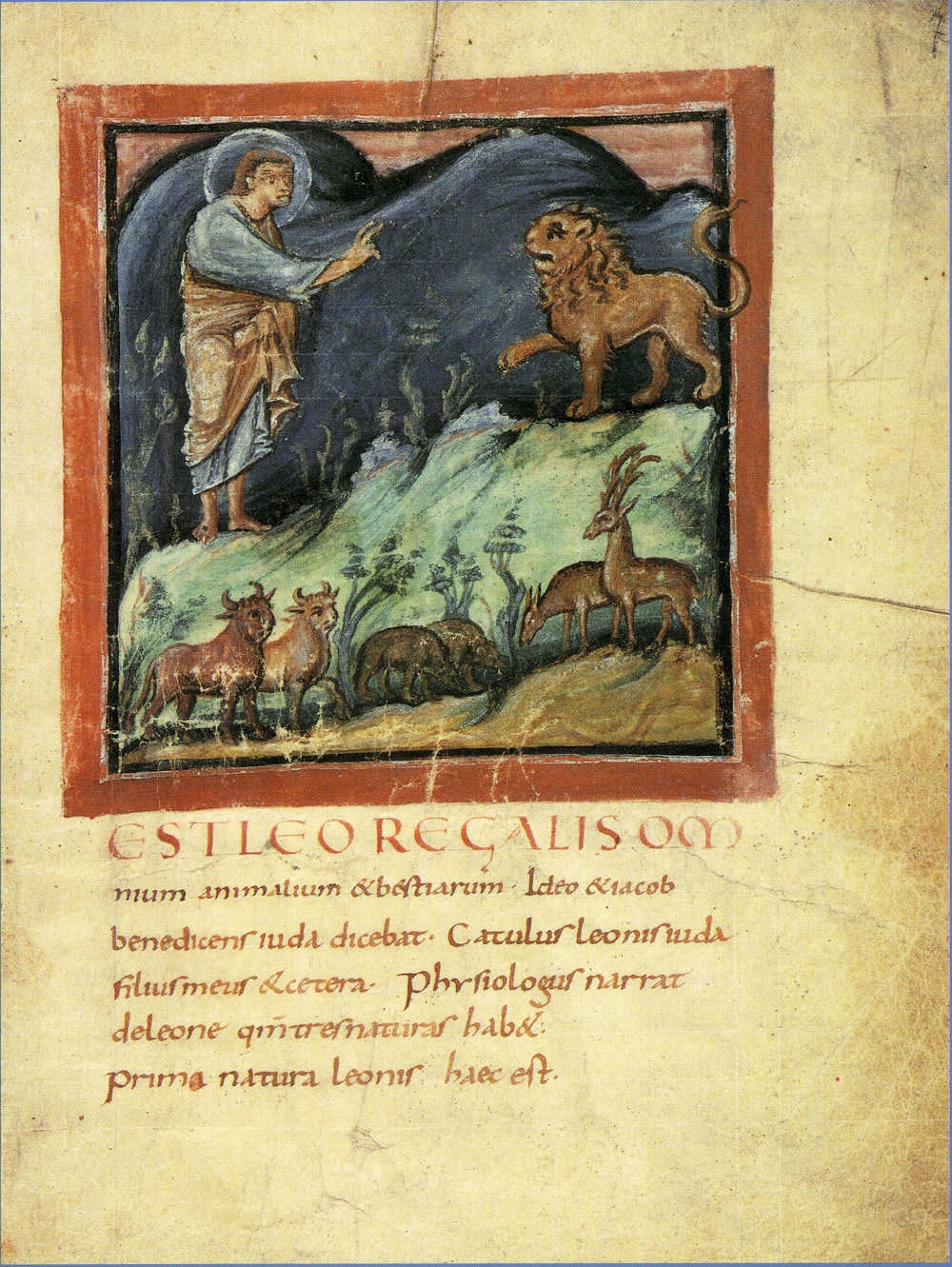
Primera pàgina del Physiologus de Berna, Jacob beneint el lleó de Judes, f. 7v

de la pàgina i fa d'introducció a l'obra. Aquesta imatge és l'única del manuscrit que té un caràcter simbòlic i no sols il·lustratiu: representa Jacob beneint el lleó de Judes. El manuscrit té una lletra ornamental d'estil francosaxó, situada al foli recte 1, al començament de la reproducció de la Vida de sant Siméo.
El treball d'il·lustració del còdex és atribuït per Helen Woodruff al mateix Haecpertus, que també hauria transcrit el text, mitjançant l'expressió me fecit , "ell em va fer" — és el llibre que parla) escrit a mà, que normalment s'associaria a obres de pintura més que no a transcripció. Altres elements, però, apunten cap a una hipòtesi contrària. Per a Jacqueline Leclerc-Marx, la flagrant contradicció entre la descripció textual de la sirena (meitat dona, meitat ocell) i la seua representació figurativa (meitat dona, meitat peix, d'acord amb la tradició antiga) s'inclinaria més aviat per la idea d'una col·laboració entre dos artesans diferents i, fins i tot, entre dos "diferents tradicions –literària i artística– independents l'una de l'altra".
La seguretat de les característiques indica que la il·lustració dels animals es feu a partir d'un model, és a dir, un altre manuscrit les imatges del qual haurien estat copiades fidelment. Aquest fet no es posa pas en dubte, però la datació d'aquest model es discuteix. Segons Woorduff, es tractaria d'un manuscrit llatí molt més antic que data del segle IV, mentre que Dimitri Tselos proposa més aviat la hipòtesi segons la qual l'obra s'hauria produït del segle VII al VIII. Aquestes preguntes acompanyen d'altres que concerneixen les fonts de la iconografia present en el Physiologus de Berna. Woodruff advoca per una pervivència de l'estil alexandrí, mentre que Tselos defensa la idea d'una influència grega que ha passat per un centre artístic grec o grecoitalià a Itàlia.
Malgrat les preguntes sobre el seu model i les seues inspiracions anteriors, el Physiologus de Berna s'associa unànimement a l'Escola de Reims. Aquesta expressió fa referència a la presència en aquesta ciutat d'un centre de creació artística durant l'època carolíngia que dugué un canvi important en l'art de la il·luminació. Aquesta renovació artística s'expressa amb una atenció a la perspectiva i a la representació naturalista de les figures. Les semblances estilístiques del Còdex 318 amb les obres identificades amb el corpus de Reims (Salteri d'Utrech, Salteri de Troyes) són evidents i semblen confirmar aquesta filiació.

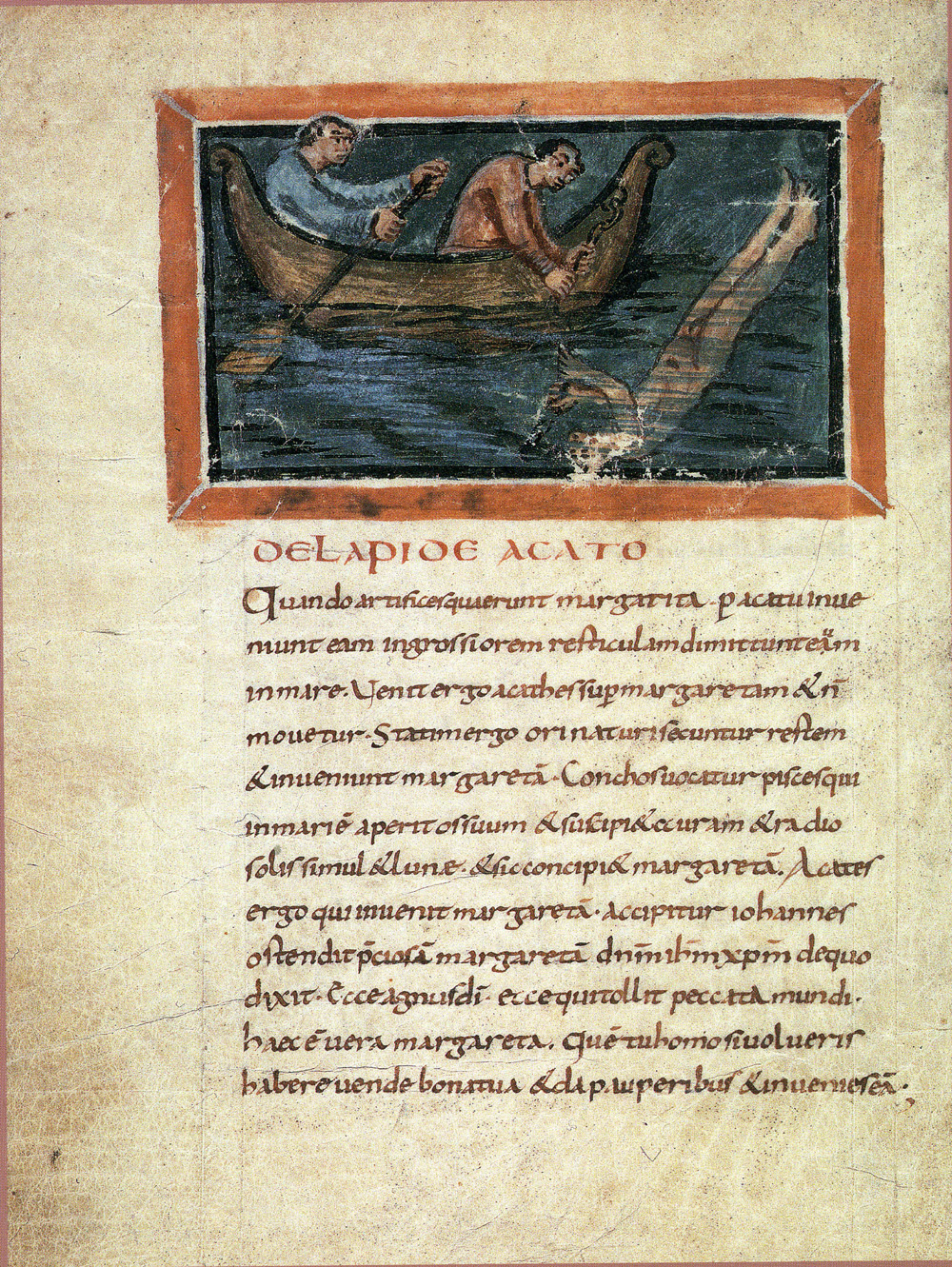
Fisiòleg de Berna, f. 20v
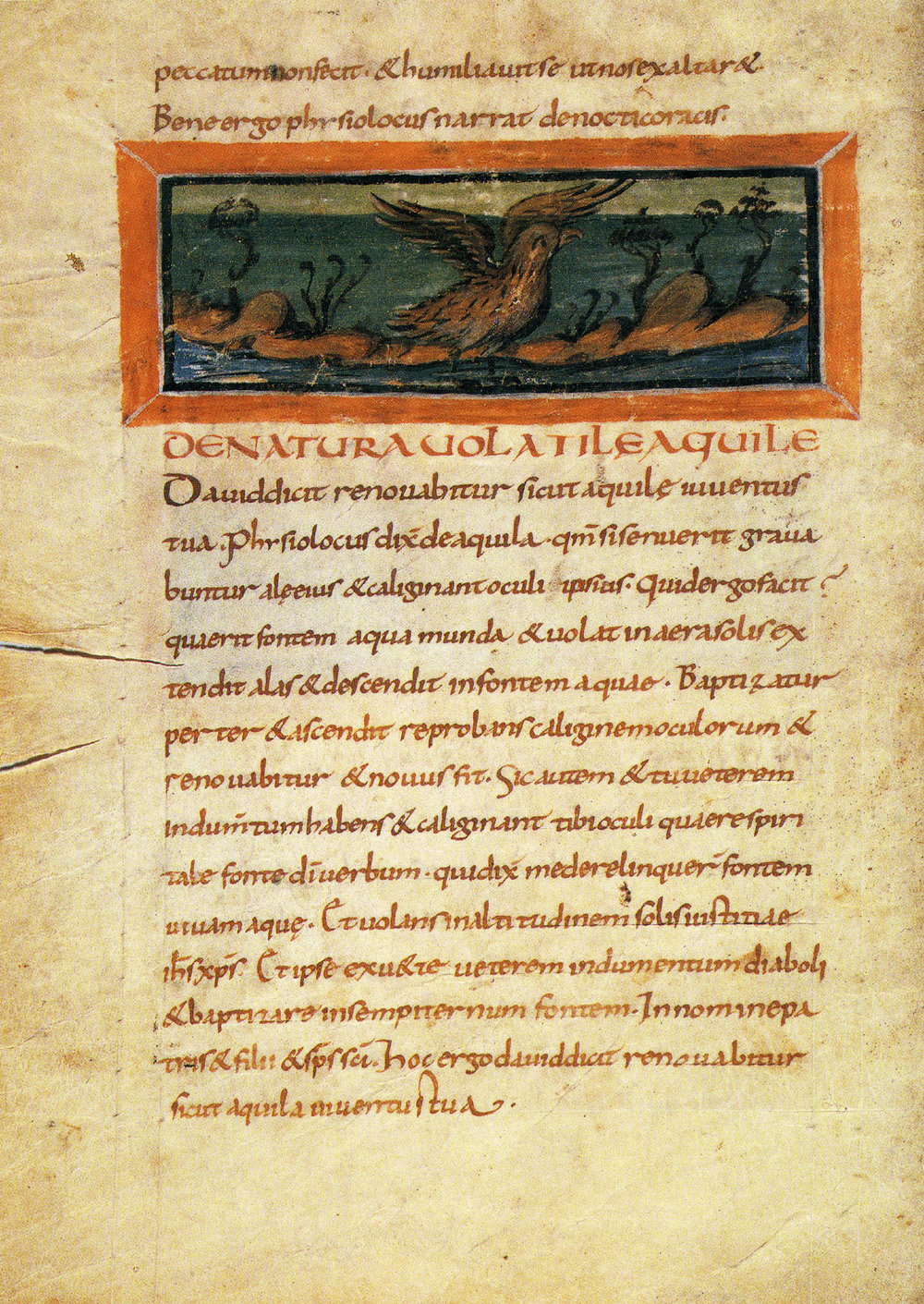
Fisiòleg de Berna. Sobre l'àguila, f. 10v
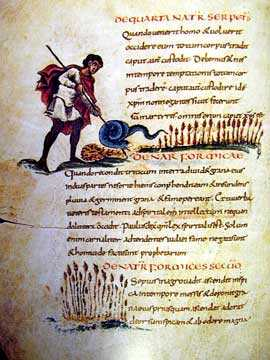
Fisiòleg de Berna, f. 12v

## Funció delFisiòleg
Tot i la seua forma assimilable a la de l'enciclopèdia, la funció del Physiologus de Berna, com la de les altres versions del text de l'alta edat mitjana, és molt diferent de la d'aquesta mena d'obres modernes. Els Physiologus d'aquest període no són pas simplement intents "científics" per entendre el món natural que estaria limitat per un marc religiós. Són documents amb una lògica diferent, més semblants a les obres d'exegesi. En aquests casos, el mateix procés de l'exercici exegètic relatiu a les Sagrades Escriptures canvia d'objecte. El Fisiòleg intenta llegir la natura com si consistís en un conjunt de signes divins, igual que les paraules de la Bíblia. Aquests altres tipus de signes també es poden desxifrar per aprendre'n sobre els ensenyaments i les exhortacions morals de Déu. Per tant, el text no està pas interessat en els animals, els minerals o les plantes com a tals, com ho faria un text científic actual; intenta conéixer a través de la seua naturalesa específica, accedir al que evocarien.
Com explica Jacques Voisenet en el seu llibre Bestiari cristià, la imatgeria animal dels autors de l'alta edat mitjana (segles V-XI), "l'associació d'una recopilació "científica" i d'un tractat teològic no molesta al "naturalista" [el fisiòleg] ni a l'individu de l'edat mitjana, perquè no distingeixen pas aquests dos camps. Així, l'objectiu no és fer una descripció realista ni cercar una veritat científica, […] sinó permetre al cristià desxifrar el món amb una xarxa d'equivalents simbòlics [...]". La coexistència d'un acostament més típicament "naturalista" i d'interpretació al·legòrica es pot associar a la idea de diferents nivells d'anàlisi presents en la pràctica de l'exegesi bíblica.
En aquest paradigma, l'associació d'animals reals i criatures fantàstiques en un mateix recull no té res d'incongruent, i la dicotomia real-imaginari amb què l'ull modern veu necessàriament el Physiologus no té raó de ser. De fet, és tan probable que l'animal fantàstic siga un símbol adequat com el que comparteix realment el món dels lectors de l'edat mitjana. La seua realitat no importa: "[…] l'esdeveniment natural no és per demostrar (demonstrare) el fet espiritual […] sinó per simbolitzar-lo (significare)." A més a més, l'anonimat de l'obra, les paraules de la qual són reportades pel text reforça aquest aspecte essencialment espiritual, i li dona el caràcter d'"una dimensió encara més universal, que va més enllà de la intel·ligència humana".
Més concretament, els manuscrits del Physiologus d'aquesta època s'haurien emprat com a eines per a l'educació religiosa, com ho demostra la presència d'aquesta obra i els que en són el corol·lari en biblioteques monàstiques. La hipòtesi d'un destí per a un públic poc educat o en formació es recolza en la senzillesa del tema i en la divisió en capítols curts cadascú amb una lliçó moral, model que recorda el format de la rondalla.